# 더크립토
<더크립토>는 블록체인과 웹3를 다루는 미디어다. 비트코인, 이더리움을 비롯한 다양한 프로젝트 소식을 전한다. 
외부링크
더크립토 트위터
더크립토 텔레그램
더크립토 페이스북